# Cyanopepla subgloriosa
Cyanopepla subgloriosa är en fjärilsart som beskrevs av Otto Staudinger 1894. Cyanopepla subgloriosa ingår i släktet Cyanopepla och familjen björnspinnare. Inga underarter finns listade i Catalogue of Life.